# Синекдем
«Синекдем» («Синекдим Иерокла», греч. Συνέκδημος — «спутник», лат. Synecdemus) — географический трактат, составленный около 535 года Иероклом.
Статистический труд описывает административное деление Византийской империи в период правления императора Юстиниана I. Содержит информацию по 64 провинциям и, входящим в них 912 городам.
Синекдем послужил основой многих более поздних географических работ. В частности, был главным источником по географическим вопросам для сочинения Константина Багрянородного «О фемах» (лат. De Thematibus), составленного в X веке.